# Yohanna Lhopital
Pour les articles homonymes, voir Lhopital (homonymie).
 (août 2024).
Le contenu est difficilement compréhensible vu les erreurs de traduction, qui sont peut-être dues à l'utilisation d'un logiciel de traduction automatique.
 (août 2024).
La mise en forme du texte ne suit pas les recommandations de Wikipédia : il faut le « wikifier ».
Les points d'amélioration suivants sont les cas les plus fréquents. Le détail des points à revoir est peut-être précisé sur la page de discussion.
- Les titres sont pré-formatés par le logiciel. Ils ne sont ni en capitales, ni en gras.
- Le texte ne doit pas être écrit en capitales (les noms de famille non plus), ni en gras, ni en italique, ni en « petit »…
- Le gras n'est utilisé que pour surligner le titre de l'article dans l'introduction, une seule fois.
- L'italique est rarement utilisé : mots en langue étrangère, titres d'œuvres, noms de bateaux, etc.
- Les citations ne sont pas en italique mais en corps de texte normal. Elles sont entourées par des guillemets français : « et ».
- Les listes à puces sont à éviter, des paragraphes rédigés étant largement préférés. Les tableaux sont à réserver à la présentation de données structurées (résultats, etc.).
- Les appels de note de bas de page (petits chiffres en exposant, introduits par l'outil «  Source ») sont à placer entre la fin de phrase et le point final[comme ça].
- Les liens internes (vers d'autres articles de Wikipédia) sont à choisir avec parcimonie. Créez des liens vers des articles approfondissant le sujet. Les termes génériques sans rapport avec le sujet sont à éviter, ainsi que les répétitions de liens vers un même terme.
- Les liens externes sont à placer uniquement dans une section « Liens externes », à la fin de l'article. Ces liens sont à choisir avec parcimonie suivant les règles définies. Si un lien sert de source à l'article, son insertion dans le texte est à faire par les notes de bas de page.
- La présentation des références doit suivre les conventions bibliographiques. Il est recommandé d'utiliser les modèles {{Ouvrage}}, {{Chapitre}}, {{Article}}, {{Lien web}} et/ou {{Bibliographie}}. Le mode d'édition visuel peut mettre en forme automatiquement les références.
- Insérer une infobox (cadre d'informations à droite) n'est pas obligatoire pour parachever la mise en page.

Pour une aide détaillée, merci de consulter Aide:Wikification.
Si vous pensez que ces points ont été résolus, vous pouvez retirer ce bandeau et améliorer la mise en forme d'un autre article.
Yohanna Lhopital est une joueuse de hockey sur gazon française,.

## Enfance
Yohanna Lhopital est née le 18 septembre 1999 à Lyon,,.

## Carrière

### Ligue nationale
Lhopital a commencé le hockey à Lyon à l'âge de 5 ans, elle a débuté avec l'équipe locale le FC Lyon Hockey (club situé à Caluire-et-Cuire, à 200 mètres de chez sa grand-mère) et a remporté avec le FCL plusieurs titres juniors régionaux et nationaux. Lhopital a également remporté la deuxième division nationale française (Nationale 1) en 2015, titre qui a permis au FC Lyon Hockey de revenir en Élite.
Lhopital a joué 4 ans dans la Ligue de Hockey ION en Belgique. Elle y a rejoint les Ducks de Waterloo et a terminé son expérience à l'étranger par une belle médaille de bronze,.
Après les Jeux Olympiques de Paris, Lhopital décide de revenir en France et signe dans son ancien club : Saint-Germain-en-Laye HC.
Lhopital a également joué au hockey en salle. Elle a remporté le championnat Élite en 2018 avec le Douai Hockey Club et le championnat Nationale 1 en 2019 avec l'ASVEL (Association sportive de Villeurbanne Éveil lyonnais).

### Moins de 18 ans
En 2013, Lhopital a découvert l'équipe de France avec un stage d'entraînement pour les Championnats d'Europe de Hockey Jeunes de 2013 . C'est ainsi qu'a débuté son parcours international à l'âge de 13 ans mais il lui faudra attendre 2015, et les Championnats d'Europe de Hockey Jeunes de 2015 à Santander, pour honorer sa première sélection. Malheureusement, elles terminent à la 7ème place et sont reléguées en Championnat d'Europe de Hockey Jeunes II. Malgré tout, cette redescente a permis à l'équipe de France -18 ans et à Lhopital de remporter l'année suivante la médaille d'argent aux Championnats d'Europe de Hockey Jeunes II de 2016 à Glasgow. Lhopital a terminé meilleure buteuse de ce tournoi avec 5 buts en autant de matchs.

### Moins de 21 ans
En 2016, Lhopital a fait ses débuts avec l'équipe de France U-21. Elle était la plus jeune joueuse de l'équipe lors de la Coupe du Monde Junior FIH à Santiago.
Après ses débuts, Lhopital a également fait partie de l'équipe nationale -21 ans lors de deux championnats d'Europe de hockey junior. Elle était, en effet, présente avec l'équipe française lors des éditions 2017 et 2019 du tournoi, toutes deux organisées à Valence

### Équipe nationale senior
Lhopital a également fait ses débuts chez les seniors en 2016, réalisant ses premières sélections internationales lors du premier tour de la Ligue mondiale FIH 2016-17 à Douai.
Depuis ses débuts en équipe nationale senior, Lhopital a régulièrement été sélectionnée avec l'équipe nationale française. Elle a remporté des médailles avec l'équipe lors de différents championnats d'Europe de hockey. Elle a remporté l'or au Championnat d'EuroHockey III de 2019 à Lipovci et au Championnat d'EuroHockey II de 2023 à Prague, ainsi que l'argent au Championnat d'EuroHockey II de 2021, également à Prague.
Lhopital a été sélectionnée dans le groupe de l'équipe de France pour les XXXIIIe Jeux Olympiques,. Profitant de la première participation de l'équipe de France féminine de hockey sur gazon aux Jeux Olympiques, Lhopital est entrée dans l'histoire du hockey français en inscrivant le premier but olympique de l'équipe de France féminine de hockey. Ce but a été marqué lors du premier match de la compétition contre les Pays-Bas (futures vainqueurs du tournoi olympique). Lhopital a également marqué un deuxième but lors de cette compétition, après une fantastique chevauchée en solitaire depuis le milieu de terrain contre l'Allemagne.
L'équipe de France conclura ce bel été par une médaille d'or au tournoi qualificatif de Douai EuroHockey B, médaille les qualificatiant pour la coupe d'Europe A qui se déroulera en 2025 à Mönchengladbach.

#### Buts internationaux
| Goal | Date              | Location                                               | Opponent       | Score | Result | Competition                                    | Ref.   |
| ---- | ----------------- | ------------------------------------------------------ | -------------- | ----- | ------ | ---------------------------------------------- | ------ |
| 1    | 14 Septembre 2016 | Douai Hockey Club, Douai, France                       | Suisse         | 4–1   | 4–1    | 2016–17 FIH World League Round 1               | [ 21 ] |
| 2    | 9 Août 2017       | Sport Wales National Centre, Cardiff, Wales            | Russie         | 1–4   | 1–4    | 2017 EuroHockey Championship II                | [ 22 ] |
| 3    | 7 Juillet 2018    | Wattignies Hockey Club, Wattignies, France             | Autriche       | 3–0   | 3–0    | 2018–19 FIH Series Open                        | [ 23 ] |
| 4    | 31 Mai 2019       | Sport Wales National Centre, Cardiff, Wales            | Pays de Galles | 1–1   | 1–2    | Test Match                                     | [ 24 ] |
| 5    | 9 Juin 2019       | Banbridge Hockey Club, Banbridge, Ireland              | Ukraine        | 2–3   | 2–3    | 2018–19 FIH Series Finals                      | [ 25 ] |
| 6    | 28 Juillet 2019   | Hockey Lipovci, Lipovci, Slovenia                      | Slovénie       | 2–0   | 16–0   | 2019 EuroHockey Championship III               | [ 26 ] |
| 7    | 3 Août 2019       | Hockey Lipovci, Lipovci, Slovenia                      | Lituanie       | 3–2   | 4–3    | 2019 EuroHockey Championship III               | [ 27 ] |
| 8    | 22 Janvier 2020   | Stade de la Fontone, Antibes, France                   | Pays de Galles | 2–0   | 2–2    | Test Match                                     | [ 28 ] |
| 9    | 3 Août 2021       | Centralny Ośrodek Sportu, Wałcz, Poland                | Pologne        | 2–1   | 3–1    | Test Match                                     | [ 29 ] |
| 10   | 5 Août 2021       | Centralny Ośrodek Sportu, Wałcz, Poland                | Pologne        | 1–0   | 3–1    | Test Match                                     | [ 30 ] |
| 11   | 5 Août 2021       | Centralny Ośrodek Sportu, Wałcz, Poland                | Pologne        | 3–1   |        | Test Match                                     | [ 30 ] |
| 12   | 15 Août 2021      | HC Slavia Praha, Prague, Czech Republic                | Biélorussie    | 2–1   | 2–1    | 2021 EuroHockey Championship II                | [ 31 ] |
| 13   | 22 Octobre 2021   | CUS Pisa, Pisa, Italy                                  | Russie         | 1–2   | 2–3    | 2022 FIH World Cup – European Qualifier        | [ 32 ] |
| 14   | 24 Octobre 2021   | CUS Pisa, Pisa, Italy                                  | Pologne        | 1–1   | 4–2    | 2022 FIH World Cup – European Qualifier        | [ 33 ] |
| 15   | 24 Août 2022      | Hockey Club Dunkerque Malo, Dunkirk, France            | Suisse         | 1–0   | 2–0    | 2023 EuroHockey Championship Qualifiers        | [ 34 ] |
| 16   | 27 Août 2022      | Hockey Club Dunkerque Malo, Dunkirk, France            | Autriche       | 1–0   | 4–0    | 2023 EuroHockey Championship Qualifiers        | [ 35 ] |
| 17   | 20 Juillet 2023   | Salon Hockey Club, Salon-de-Provence, France           | Ecosse         | 4–1   | 4–1    | Test Match                                     | [ 36 ] |
| 18   | 22 Juillet 2023   | Salon Hockey Club, Salon-de-Provence, France           | Ecosse         | 1–1   | 3–2    | Test Match                                     | [ 37 ] |
| 19   | 2 Août 2023       | HC Slavia Praha, Prague, Czech Republic                | Autriche       | 1–0   | 5–0    | 2023 EuroHockey Championship II                | [ 38 ] |
| 20   | 2 Août 2023       | HC Slavia Praha, Prague, Czech Republic                | Autriche       | 2–0   |        | 2023 EuroHockey Championship II                | [ 38 ] |
| 21   | 28 Janvier 2024   | South African College Schools, Cape Town, South Africa | Afrique du Sud | 2–1   | 4–1    | Test Match                                     | [ 39 ] |
| 22   | 27 Juillet 2024   | Stade Yves du Manoir, Colombes, France                 | Pays-Bas       | 1–3   | 2–6    | Olympic Games Paris 2024                       | [ 40 ] |
| 23   | 31 juillet 2024   | Stade Yves du Manoir, Colombes, France                 | Allemagne      | 1–3   | 1–5    | Olympic Games Paris 2024                       | [ 41 ] |
| 24   | 22 Août 2024      | Douai Hockey Club, Douai, France                       | Pologne        | 2–0   | 22–0   | Tournoi Qualificatif EuroHockey B féminin 2024 | [ 42 ] |
| 25   | 22 Août 2024      | Douai Hockey Club, Douai, France                       | Pologne        | 3–0   |        | Tournoi Qualificatif EuroHockey B féminin 2024 | [ 42 ] |
| 26   | 22 Août 2024      | Douai Hockey Club, Douai, France                       | Pologne        | 17–0  |        | Tournoi Qualificatif EuroHockey B féminin 2024 | [ 42 ] |
| 27   | 22 Août 2024      | Douai Hockey Club, Douai, France                       | Pologne        | 20–0  |        | Tournoi Qualificatif EuroHockey B féminin 2024 | [ 42 ] |